# Шор, Томас Уильям
Томас Уильям Шор (англ. Thomas William Shore; 15 апреля 1840, Вантедж, Оксфордшир — 15 января 1905, Бэлем, Большой Лондон) — английский учёный-историк. Ректор Института Хартли в Саутгемптоне (предшественник Саутгемптонского университета), один из основателей и секретарь Hampshire Field Club & Archaeological Society.

## Биография
Т. У. Шор являлся третьим по счёту руководителем Института Хартли и возглавлял его в 1875—1895 годах.
Первоначально научные интересы Томаса Шора лежали в области местной геологии и археологии. Во время конференции Британской научной ассоциации в Саутгемптоне в 1882 году Шор был одним из секретарей секции С.
Оставив Институт Хартли, Шор поселился недалеко от Лондона в Балеме, где заинтересовался древностями. Он помогал в учреждении Балемского общества древностей (англ. Balham Antiquarian Society), а также являлся секретарём Археологического общества Лондона и Мидлсекса (англ. London and Middlesex Archaeological Society).

### Список произведений
- Путеводитель по Саутгемптону и окрестностям = Guide to Southampton and neighbourhood. — 1-е изд. — Саутгемптон: Gutch & Cox, 1882. — 137 с.
- Новые раскопки в доке Саутгемптона (англ. The New Dock Excavation at Southampton), совместно с Дж. У. Элвисом (1889)
- Распространение и плотность древнего британского населения в Хэмпшире = The Distribution and Density of the Old British Population of Hampshire (англ.) // Journal of the Anthropological Institute : журнал. — 1889.
- Глины Хэмпшира и их хозяйственное использование (англ. The Clays of Hampshire and their Economic Uses) (1890)
- Источники и потоки Хэмпшира (англ. Springs and Streams of Hampshire) (1891)
- Совм. с Ф. МакФэдденом. Остатки старого Саутгемптона: серия из двенадцати гравюр = Vestiges of Old Southampton: a series of twelve etchings. — 1-е изд. — Henry March Gilbert, 1891. — 24 с.
- История Хэмпшира, включая остров Уайт = A history of Hampshire, including the Isle of Wight. — 1-е изд. — Лондон: Эллиот Сток, 1892. — viii, 286 с. — (Popular county histories).
- Хэмпширский ил и другие наносы (англ. Hampshire Mudlands and other Alluvia) (1893)
- Хэмпширские долины и водные пути (англ. Hampshire Valleys and Waterways) (1895)
- Археологические находки и ранние исторические свидетельства Стретема, Тутинга и Балема = The archæological remains and early historical associations of Streatham, Tooting and Balham. — 1-е изд. — 1903. — 45 с.
- Происхождение англо-саксонской расы = Origin of the Anglo-Saxon Race: A Study of the Settlement of England and the Tribal Origin of the Old English People. — 1-е изд. — Лондон: Эллиот Сток, 1906. — vii, 416 с.
- Характеристика следов кельтов в Хэмпшире = Characteristic Survivals of the Celts in Hampshire.
- Предлагаемая Национальная школа лесного хозяйства как коммерческий вопрос для Хэмпшира (речь в торговой палате) = The proposed National School of Forestry considered as a Hampshire commercial question (англ.) // Southampton Times : газета.
- Фрагменты древностей и истории Саутгемптона, в хронологическом порядке = Fragments of the Antiquity and History of Southampton, chronologically arranged.